# Arthroderma
Arthroderma Curr. – rodzaj grzybów należący do klasy Eurotiomycetes. Grzyby mikroskopijne.

## Charakterystyka
Głównie grzyby glebowe, ale niektóre gatunki jako dermatofity zoofilne i dermatofity antropofilne powodują grzybice u ludzi i zwierząt. Gatunki tego rodzaju wyizolowano w glebie, jaskiniach, norach zwierząt, materiale klinicznym i innych środowiskach. Jest to najbardziej zróżnicowany rodzaj wśród dermatofitów.

## Systematyka i nazewnictwo
Pozycja w klasyfikacji według Index Fungorum:  Arthrodermataceae, Onygenales, Eurotiomycetidae, Eurotiomycetes, Pezizomycotina, Ascomycota, Fungi.
Takson utworzył Frederick Currey w 1860 r. Niektóre gatunki:
- Arthroderma amazonicum (Moraes, Borelli & Feo) Y. Gräser & de Hoog 2018
- Arthroderma curreyi Berk. 1860
- Arthroderma flavescens R.G. Rees 1967
- Arthroderma persicolor (Stockdale) Weitzman, McGinnis, A.A. Padhye & Ajello 1986
- Arthroderma quadrifidum C.O. Dawson & Gentles 1961
- Arthroderma redellii (Minnis, J.M. Lorch, D.L. Lindner & Blehert) Y. Gräser & de Hoog 2018
- Arthroderma thuringiense (H.A. Koch) Y. Gräser & de Hoog 2018
- Arthroderma vespertilii (Guarro, P. Vidal & De Vroey) Y. Gräser & de Hoog 2018

Nazwy naukowe według Index Fungorum